# Rock Point (Arizona)
 Rock Point statisztikai település az USA Arizona államában, Apache megyében. Lakosainak száma 552 fő (2020. április 1.).